# 山口弘封
山口 弘封（やまぐち ひろくに）は、江戸時代後期の大名。常陸国牛久藩の第9代藩主。官位は従五位下・伊豆守、但馬守。

## 略歴
第8代藩主・山口弘致の長男。幼名は長次郎。正室は越前松平斉孝の娘。
文政10年（1827年）11月15日、将軍徳川家斉に御目見する。同年12月16日、従五位下伊豆守に叙任する。後に但馬守に改める。文政12年（1829年）10月3日、父弘致の死去によって藩主となる。
弘封が藩主に就任した頃から牛久藩の財政は悪化の兆しを見せ始め、天保の大飢饉が起こるとその窮乏化は隠せないものとなった。このため、弘封は厳しい倹約令を出し、さらに藩士の借米制を中心とした藩政改革に取り組んだが、あまり効果がのぞめなかったため、天保10年（1839年）8月16日に弟の弘穀に家督を譲って隠居した。天保14年（1843年）12月3日、剃髪して閑寿斎と称した。明治2年（1869年）7月14日、牛久において病死した。法号は閑山道寿弘封院。

## 系譜
父母
- 山口弘致（父）

正室
- 松平斉孝の娘

養子
- 山口弘穀 ー 実弟